# Drosophila tarsalis
Drosophila tarsalis är en tvåvingeart som beskrevs av Francis Walker 1853. 
Drosophila tarsalis ingår i släktet Drosophila och familjen daggflugor. Artens utbredningsområde är Brasilien.